# Facultad de Psicología (UNR)
La Facultad de Psicología de la Universidad Nacional de Rosario es una facultad pública dependiente por el Estado Argentino en la ciudad de Rosario. La misma es la continuidad histórica de la primera carrera universitaria de Psicólogo de la Argentina creada también en Rosario, en el ámbito académico de la entonces Universidad Nacional del Litoral. Es pionera en el país por ser la primera universidad en contar con la carrera de Psicología en el año 1955, a la cual le siguieron en 1957 la Universidad de Buenos Aires (UBA), en 1958 la Universidad Nacional de Córdoba (UNC), la Universidad Nacional de La Plata (UNLP) y la Universidad Nacional de Cuyo, y en 1959 la Universidad de Tucumán (UNT)

## Historia
En 1953 , en la Facultad de Filosofía, Letras y Ciencias de la Educación (Actual Facultad de Humanidades y Artes), se organizó la Carrera Menor de Auxiliares de Psicotecnia. Era una carrera de corta duración, la cursada abarcaba tres años, y estaba dirigida a los egresados de las escuelas normales;
el objetivo más importante fue el de brindar a los docentes una especialización en las aplicaciones de la psicología para conocer científicamente al alumno y mejorar la eficacia del acto educativo.
A tono con el prestigio que la Psicología renovaba en casi todos los países de América y por la funcionalidad de sus aplicaciones con los intereses del “estado de bienestar”; el primer peronismo alentó oficialmente la difusión de la disciplina como así también su organización académica al más alto nivel. En este contexto, el Ministerio de Educación conjuntamente con la Universidad Nacional de Tucumán organizaron, en el mes de marzo de 1954, el Primer Congreso Argentino de Psicología. La trascendencia de este evento, además de constituir un cuadro de situación del estado de la psicología argentina, radica en que recomendaba especialmente la organización, en las distintas universidades nacionales, de carreras superiores de psicología. 
Tan solo dos meses después del Primer Congreso, en mayo de 1954, se creó el Instituto de Psicología de cuyas funciones académicas y objetivos nos interesa subrayar el que propiciaba la creación de la carrera de Psicólogo con sus diversas especializaciones. Sobre la base del éxito de matrícula de la “Carrera Menor de Psicotécnia” y el aval del Primer Congreso; el Instituto de Psicología gestionó ante la Universidad Nacional del Litoral la organización de la carrera, lo que se consiguió en abril de 1955 . La currícula contemplaba un cursado en cuatro años para acceder al título de “Psicólogo” y un postítulo de “Doctor” con la aprobación de la tesis. Esta primera carrera argentina de Psicólogo apuntaba a la formación de un egresado que ejerciera su saber en todas las áreas de aplicación de la Psicología; vale decir que la impronta profesional dada al título habilitaba a un nuevo agente con incumbencias para el tratamiento del conflicto y la promoción del bienestar en todos los niveles de la vida en sociedad: la educación; la salud; el trabajo; la justicia; etc.

### Inestabilidad (1955 - 1983)
Como consecuencia de los cambios políticos producidos en septiembre de 1955; entre ellos, la intervención a las universidades nacionales de la Revolución Libertadora (Golpe de Estado de 1955) y el recambio de la mayor parte de los docentes, la carrera de Psicólogo fue refundada en enero de 1956; siempre en el ámbito de la Facultad de Filosofía, Letras y Ciencias de la Educación. Nuevos docentes imprimieron una nueva orientación académica que se refleja en la estructura y contenido del plan de estudios que ahora estipulaba un cursado de cinco años y preveía tres niveles de título: “Auxiliar de psicología” al aprobar el tercer año; “Psicólogo” al aprobar el cuarto y “Doctor en Psicología” al aprobar el quinto año más la tesis. No obstante las grandes diferencias, ideológicas y académicas, con el modelo de carrera de 1955, se mantuvo algo esencial: la habilitación profesional del título del grado.
La carrera de Psicólogo tal como se la organizó en 1956, con alguna modificación en 1958 / 1959, se mantuvo en pleno funcionamiento hasta el Golpe de Estado de 1966 (Revolución Argentina). La dictadura militar argentina intervino las universidades; provocó la renuncia de numerosos docentes e instaló una concepción autoritaria y dogmática que en lo atinente a nuestra carrera se materializó con la represión de la libre expresión de las ideas; la restricción del ingreso y la expresa prohibición - en 1968- a los psicólogos del ejercicio de la psicoterapia, con lo cual se limitó la incumbencia profesional del título. También fue suprimida la posibilidad del doctorado específico en Psicología tal como venía dándose en los primeros planes; reemplazándoselo por un curso de postitulación común a toda la universidad. Durante la administración de los funcionarios de la intervención militar pocos fueron los cambios favorables para las carreras de psicología del país; en el caso de la carrera de Rosario, el único a consignar, que en verdad no modificó las restricciones que afectaban tanto a la carrera como a la profesión, fue la disposición, en 1971, de que la carrera de Psicología se cursara en la Escuela Superior de Psicología y Ciencias de la Educación, nueva instancia académica independiente de la Facultad de Filosofía y Letras. Esta suerte de espacio propio para la Psicología la ubicaba como una nueva unidad dentro de la Universidad Nacional de Rosario, sin tener, aún, el rango de facultad.
En el período 1973 / 1976, durante le tiempo que duró la democracia, se impulsaron grandes reformas sobre todo en el contenido de las materias y en la composición del cuadro docente; pero la inestabilidad política de esos años, que se expresaba con toda su fuerza en la vida universitaria, determinó que no se pudieran consolidar en cambios efectivos en la estructura de la carrera. El nuevo golpe militar de 1976 (Proceso de Reorganización Nacional), justificado en la nefasta doctrina de la seguridad nacional, llevó a extremos inimaginables la maquinaria represiva del estado; entre sus atropellos menores debemos notar la suspensión del ingreso a la carrera; la anulación del estatuto de “Escuela Superior”; la expulsión de la mayoría de los docentes; la prohibición de autores clásicos de la psicología, por ejemplo Sigmund Freud y Jean Piaget, porque propiciaban un pensamiento dialéctico y por lo tanto subversivo. Además; en 1980, la dictadura reafirmó la prohibición para el ejercicio de la psicoterapia vigente, como ya dijimos, desde 1968.
En 2013 se colocó una placa en recuerdo de 37 jóvenes estudiantes, graduadas y graduados de la carrera de Psicología asesinados o desaparecidos durante el terrorismo de Estado en Argentina en las décadas de 1970 y 1980, incluyendo los asesinados por la Triple A,   Angel Gertel, Luis Alaniz, Adriana Estévez y Antonia Buitrón.

### Estado Democracia
Con la recuperación de la democracia se restablecieron los derechos y garantías constitucionales y en ese nuevo marco las transformaciones que se produjeron en el terreno de la Psicología fueron altamente positivas. Se abrieron las puertas de la carrera no solo para los alumnos que comenzaron a inscribirse masivamente sino también para la renovación del equipo docente, reincorporando a quienes fueron obligados a renunciar y ampliando la planta con nuevas incorporaciones. Vale referir que se restableció, luego de tantos años, el sistema de concursos para acceder a los distintos niveles de la docencia.
Entre 1984 y 1985 se dictaron en casi todas las provincias argentinas las leyes del ejercicio profesional que regulaban las prácticas de los psicólogos respetando sus derechos y garantizando la libertad de trabajo. En igual dirección, en el año 1985, se registran dos hechos trascendentes: por ley del Congreso Nacional Argentino se derogaron expresamente las prohibiciones que sobre el ejercicio de la psicoterapia habían establecido las dictaduras; y, en consonancia, por resolución del Ministerio de Educación y Justicia de la Nación (Actuales Ministerio de Educación y Ministerio de Justicia y Derechos Humanos) se establecieron las nuevas e irrestrictas incumbencias del título de Psicólogo. Finalizamos este relato, tan esquemático como parcial, recordando que el 15 de diciembre de 1987, la Asamblea Universitaria de la Universidad Nacional de Rosario, creó la Facultad de Psicología sobre la base de la Escuela de Psicología de la Facultad de Humanidades y Artes; y que, el siguiente año académico comienza con el traslado de la nueva casa de altos estudios desde el antiguo edificio de la Facultad de Humanidades hacia las instalaciones que ocupa actualmente en el predio de la Ciudad Universitaria de la UNR.

## Académica

### Carreras de Grado
- Psicología (6 años)
- Profesorado en Psicología (4 años)

### Carreras de Posgrado
- Doctorado en Psicología
- Maestría en Psicoanálisis
- Carreras de Especialización

- Psicología Clínica
- Psicología Educativa
- Psicología Forense
- Psicodiagnóstico